# What I Have Written
Pour plus de détails, voir Fiche technique et Distribution.
What I Have Written est un film australien réalisé par John Hughes, sorti en 1996.

## Synopsis
Une femme voit son mari tomber dans le coma. Seule chez elle, elle lit un manuscrit que celui-ci a écrit et qui semble offrir de nombreuses révélations sur leur vie commune.

## Fiche technique
- Titre : What I Have Written
- Réalisation : John Hughes
- Scénario : John A. Scott d'après son roman
- Musique : David Bridie, Helen Mountfort et John Phillips
- Photographie : Dion Beebe
- Montage : Uri Mizrahi
- Production : John Hughes et Peter Sainsbury
- Pays de production :  Australie
- Genre : Drame
- Durée : 102 minutes
- Date de sortie : 
  - Australie : 11 juin 1996

## Distribution
- Martin Jacobs : Christopher Houghton / Avery
- Gillian Jones : Frances Bourin / Catherine
- Jacek Koman : Jeremy Fliszar
- Angie Milliken : Sorel Atherton / Gillian
- Margaret Cameron : Clare Murnane
- Nick Lathouris : Claude Murnane
- Fiona Stewart : Meredith
- Julie Forsyth : Dr. Williams
- Ian Scott : Alan Gough
- Jillian Murray : Janet Gough
- John Flaus : Richard Morris

## Distinctions
Le film a été présenté en sélection officielle en compétition lors de Berlinale 1996.